# Биатлон на зимних Олимпийских играх 2018 — эстафета (женщины)
Соревнования по биатлону в женской эстафете на зимних Олимпийских играх 2018 года прошли 22 февраля. Местом проведения соревнований стал центр лыжных гонок и биатлона Альпензия».
Действующими олимпийскими чемпионками в женской эстафете являлись украинские биатлонистки.
Сборная Беларуси впервые в истории выиграла золото в биатлонной эстафете на Олимпийских играх (как среди мужчин, так и женщин). Критическим моментом для сборной Беларуси стала стрельба стоя на последнем этапе их лидера Дарьи Домрачевой. Дарье понадобились все три дополнительных патрона, чтобы закрыть все мишени.
В женской биатлонной эстафете ранее побеждали только команды Франции, России, Германии и Украины. Россиянки, выступавшие на Играх 2018 года как команда Олимпийских спортсменов из России, не смогли выставить состав на эстафету, так как до участия в Играх были допущены только две биатлонистки — Ульяна Кайшева и Татьяна Акимова.
Сборные Норвегии и Германии, которые рассматривались как фавориты в борьбе за награды, крайне неудачно провели стрельбу, получив по три штрафных круга уже на первых трёх этапах. При этом обе эти команды проиграли в итоге чемпионкам менее минуты. На награды реально претендовала сборная Словакии, но их подвела лидер Анастасия Кузьмина, которая получила штрафной круг на втором этапе.

## Медалисты
| Золото                                                                           | Серебро                                                              | Бронза                                                                   |
| Беларусь · Надежда Скардино · Ирина Кривко · Динара Алимбекова · Дарья Домрачева | Швеция · Линн Перссон · Муна Брурссон · Анна Магнуссон · Ханна Эберг | Франция · Анаис Шевалье · Мари Дорен-Абер · Жюстин Брезаз · Анаис Бескон |

## Результаты
| Место | Номер | Страна                                                                               | Время                                     | Штрафы (К+П)                             | Отставание |
| ----- | ----- | ------------------------------------------------------------------------------------ | ----------------------------------------- | ---------------------------------------- | ---------- |
| 1     | 10    | Беларусь · Надежда Скардино · Ирина Кривко · Динара Алимбекова · Дарья Домрачева     | 1:12:03,4 17:35,2 18:08,2 18:52,4 17:27,6 | 0+3 0+6 0+0 0+2 0+1 0+0 0+2 0+1 0+0 0+3  | –          |
| 2     | 3     | Швеция · Линн Перссон · Муна Брурссон · Анна Магнуссон · Ханна Эберг                 | 1:12:14,1 17:35,1 19:16,8 18:25,9 16:56,3 | 0+7 0+5 0+2 0+2 0+3 0+3 0+2 0+0 0+0 0+0  | +10,7      |
| 3     | 2     | Франция · Анаис Шевалье · Мари Дорен-Абер · Жюстин Брезаз · Анаис Бескон             | 1:12:21,0 17:20,8 18:25,6 18:40,6 17:54,0 | 0+6 0+8 0+1 0+2 0+1 0+1 0+3 0+3 0+1 0+2  | +17,6      |
| 4     | 7     | Норвегия · Сюннёве Сулемдал · Тириль Экхофф · Ингрид Тандревольд · Марте Олсбю       | 1:12:33,1 17:09,8 18:49,5 19:18,9 17:14,9 | 0+2 3+10 0+0 0+1 0+1 1+3 0+1 2+3 0+0 0+3 | +29,7      |
| 5     | 17    | Словакия · Паулина Фиалкова · Анастасия Кузьмина · Терезия Полякова · Ивона Фиалкова | 1:12:41,8 17:07,8 18:30,5 18:59,4 18:04,1 | 0+3 1+6 0+1 0+0 0+1 1+3 0+1 0+1 0+0 0+2  | +38,4      |
| 6     | 8     | Швейцария · Элиза Гаспарин · Лена Хекки · Селина Гаспарин · Ирене Кадуриш            | 1:12:46,9 17:32,8 18:15,5 18:56,7 18:01,9 | 0+8 0+8 0+1 0+0 0+3 0+2 0+2 0+3          | +43,5      |
| 7     | 9     | Польша · Моника Хойниш · Магдалена Гвиздонь · Кристина Гузик · Вероника Новаковская  | 1:12:47,0 17:29,3 18:18,6 18:30,8 18:28,3 | 1+7 0+7 0+1 0+2 0+1 0+1 1+3 0+1 0+2 0+3  | +43,6      |
| 8     | 1     | Германия · Франциска Пройс · Дениз Херрман · Франциска Хильдебранд · Лаура Дальмайер | 1:12:57,3 17:49,6 19:07,4 18:33,9 17:26,4 | 1+3 2+8 0+0 1+3 1+3 0+1 0+0 0+1          | +53,9      |
| 9     | 5     | Италия · Лиза Виттоцци · Доротея Вирер · Николь Гонтье · Фредерика Санфилиппо        | 1:13:07,5 16:49,0 18:47,4 18:55,0 18:36,1 | 2+7 2+6 0+1 0+0 2+3 0+0 0+3 1+3 0+0 1+3  | +1:04,1    |
| 10    | 11    | Канада · Сара Бодри · Джулия Рэнсом · Эмма Ландер · Розанна Крофорд                  | 1:13:36,8 18:04,0 18:27,7 19:09,6 17:55,5 | 1+4 0+7 0+0 0+3 1+3 0+0 0+1 0+1          | +1:33,4    |
| 11    | 4     | Украина · Ирина Варвинец · Вита Семеренко · Юлия Джима · Анастасия Меркушина         | 1:13:44,8 18:30,9 19:15,4 17:38,7 18:19,8 | 0+3 2+7 0+0 1+3 0+1 0+1 0+2 0+0          | +1:41,4    |
| 12    | 6     | Чехия · Ева Пускарчикова · Джессика Йислова · Маркета Давидова · Вероника Виткова    | 1:13:59,7 17:21,4 19:56,1 18:57,9 17:44,3 | 0+1 4+10 0+1 0+2 0+0 2+3 0+0 0+2         | +1:56,3    |
| 13    | 18    | США · Сьюзен Данкли · Клэр Иган · Джоанна Рид · Эмили Дрейссигекер                   | 1:14:05,3 16:56,6 18:42,4 19:01,1 19:25,2 | 1+5 0+5 0+0 0+1 0+0 0+0 1+3 0+1 0+2 0+3  | +2:01,9    |
| 14    | 14    | Казахстан · Галина Вишневская · Дарья Климина · Алина Райкова · Ольга Полторанина    | 1:14:18,0 17:50,2 19:54,3 18:28,3 18:05,2 | 0+2 1+7 0+0 0+3 0+1 1+3 0+1 0+1 0+0 0+0  | +2:14,6    |
| 15    | 13    | Финляндия · Лаура Тойванен · Кайса Мякяряйнен · Мари Лаукканен · Венла Лехтонен      | 1:14:37,2 17:36,8 17:45,4 20:09,2 19:05,8 | 0+6 2+7 0+1 0+0 0+0 0+2 0+2 2+3 0+3 0+2  | +2:33,8    |
| 16    | 16    | Болгария · Эмилия Йорданова · Даниэла Кадева · Стефани Попова · Десислава Стоянова   | 1:14:38,0 18:24,4 18:33,2 19:27,6 18:12,8 | 1+3 1+6 0+0 1+3 0+0 0+1 1+3 0+1 0+0 0+1  | +2:34,6    |
| 17    | 12    | Япония · Фуюко Татидзаки · Сари Фуруя · Рина Мицухаси · Юриэ Танака                  | 1:15:47,7 17:51,6 19:50,2 18:40,0 19:25,9 | 0+2 2+7 0+0 0+2 0+1 2+3 0+1 0+0 0+0 0+2  | +3:44,3    |
| 18    | 15    | Республика Корея · Анна Фролина · Екатерина Аввакумова · Мун Джи Хи · Ко Ын Джон     | 1:20:20,6 20:32,3 18:33,9 19:24,5 21:49,9 | 0+5 6+11 0+2 4+3 0+1 0+2 0+1 1+3         | +8:17,2    |